# Seiširó Šimatani
Seiširó Šimatani (6. listopad 1938 – 24. říjen 2001) byl japonský fotbalista.

## Klubová kariéra
Hrával za Furukawa Electric.

## Reprezentační kariéra
Seiširó Šimatani odehrál za japonský národní tým v roce 1959 celkem 1 reprezentační utkání.

## Statistiky
| Japonsko | Japonsko | Japonsko |
| Roky     | Záp.     | Góly     |
| -------- | -------- | -------- |
| 1959     | 1        | 0        |
| Celkem   | 1        | 0        |